# 奧特羅縣 (新墨西哥州)
奧特羅縣（英語：Otero County）是美国新墨西哥州南部的一個縣，南鄰德克萨斯州，面積17,165平方公里。根據2020年美國人口普查，奧特羅縣共有人口67,839人。奧特羅縣的縣治為阿拉莫戈多。美国人口普查局把整個奧特羅縣定義為阿拉莫戈多都會區。
奧特羅縣成立於1899年1月30日，縣名紀念1856年至1861年任新墨西哥領地代表的米格爾·A·奧特羅（Miguel A. Otero）。

## 地理

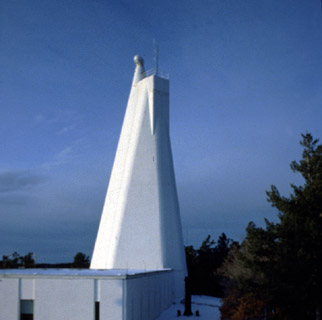
位於凱西峰上的理查德·鄧恩太陽望遠鏡

根據2000年人口普查，奧特羅縣的總面積為6,627平方英里（17,160平方），其中有6,626平方英里（17,160平方），即99.99%為陸地；1平方英里（2.6平方），即0.01%為水域。奧特羅縣既是新墨西哥州面積第三大的縣份，亦是美國面積第35大的縣份。

### 毗鄰縣
- 新墨西哥州 唐娜安娜縣：西方
- 新墨西哥州 謝拉縣：西北方
- 新墨西哥州 林肯縣：北方
- 新墨西哥州 查维斯县：東方
- 新墨西哥州 埃迪縣：東方
- 德克薩斯州 克伯森縣：東南方
- 德克薩斯州 哈得斯佩斯縣：南方
- 德克薩斯州 厄爾巴索縣：西南方

### 國家保護區
- 林肯国家森林（部分）
- 白沙国家公园（部分）

### 其他地點
- 美国国家太阳天文台 理查德·鄧恩太陽望遠鏡[5]
- 梅斯卡萊羅·阿帕奇印第安人保留地（英语：Mescalero）[6]

## 人口
| 调查年            | 人口   | 备注 | %±     |
| ----------------- | ------ | ---- | ------ |
| 1910              | 7,069  |      | —      |
| 1920              | 7,902  |      | 11.8%  |
| 1930              | 9,779  |      | 23.8%  |
| 1940              | 10,522 |      | 7.6%   |
| 1950              | 14,909 |      | 41.7%  |
| 1960              | 36,976 |      | 148.0% |
| 1970              | 41,097 |      | 11.1%  |
| 1980              | 44,665 |      | 8.7%   |
| 1990              | 51,928 |      | 16.3%  |
| 2000              | 62,298 |      | 20.0%  |
| 2010              | 63,797 |      | 2.4%   |
| [ 7 ] [ 8 ] [ 9 ] |        |      |        |

### 2010年
根據2010年人口普查，奧特羅縣擁有63,797居民。奧特羅縣的人口是由72.7%白人、3.5%黑人、6.7%原住民、1.2%亞裔、0.2太平洋岛民、11.2%其他種族和4.2%混血构成。而西班牙裔或拉丁美洲人佔了人口34.5%。

### 2000年
根據2000年人口普查，奧特羅縣擁有62,298居民、22,984住戶和16,801家庭。其人口密度為每平方英里9居民（每平方公里4居民）。奧特羅縣擁有29,272間房屋单位，其密度為每平方英里4間（每平方公里2間）。奧特羅縣的人口是由73.71%白人、0.92%黑人、5.80%原住民、1.17%亞裔、0.13%太平洋岛民、11.67%其他種族和3.60%混血构成。而西班牙裔或拉丁美洲人佔了人口32.16%。
在22,984住户中，有37.1%擁有一個或以上的兒童（18歲以下）、57.5%為夫妻、11.8%為單親家庭、26.9%為非家庭、23.3%為獨居、8.1%住戶有同居長者。平均每戶有2.66人，而平均每個家庭則有3.14人。在62,298居民中，有29.5%為18歲以下、9.3%為18至24歲、28.6%為25至44歲、21%為45至64歲以及11.7%為65歲以上。人口的年齡中位數為34歲，每100個女性就有99個男性。而每100個成年女性（18歲以上）就有96.8個成年男性。
奧特羅縣的住戶收入中位數為$30,861，而家庭收入中位數則為$34,781。男性的收入中位數為$27,657，而女性的收入中位數則為$18,470。奧特羅縣的人均收入為$14,345。約15.6家庭和19.3%人口在貧窮線以下，包括27.9%兒童（18歲以下）及12.8%長者（65歲以上）。